# Liste von Größenordnungen des Druckes
Dies ist eine Zusammenstellung von Drücken verschiedener Größenordnungen zu Vergleichszwecken. Die Angaben sind oft als „typische Werte“ zu verstehen.
Grundeinheit des Drucks im internationalen Einheitensystem ist das Pascal (Einheitenzeichen Pa). Der Druck wird auch in der wesentlich größeren Einheit Bar (Einheitenzeichen bar) angegeben:
1 bar = 100 000 Pa.

## Druck unter 1 μPa
- < 10−14 Pa (10 fPa) – Druck im interplanetaren Weltraum
- 3·10−10 Pa (0,3 nPa) – Atmosphärendruck auf dem Mond

## Mikropascal – μPa
1 μPa = 10−6 Pa = 10−11 bar = 10 pbar
- 4,6 μPa – Strahlungsdruck des Sonnenlichts
- 20 μPa – Bezugswert für den Schalldruckpegel (in der Nähe der Hörschwelle)
- 10…100  μPa – Arbeitsdruck in einem Rasterelektronenmikroskop

## Millipascal – mPa
1 mPa = 10−3 Pa = 10−8 bar = 10 nbar
- 1…2 mPa – Arbeitsdruck bei der Transmissionselektronenmikroskopie
- 163 mPa – Dampfdruck von Quecksilber bei 20 °C
- 100…1000 mPa – Arbeitsdruck bei der Gefriertrocknung

## Pascal
1 Pa = 10−5 bar = 10 μbar
- 10…15 Pa – Druckdifferenz (Zug) am Schornsteinfußpunkt bei Öl-Heizkesseln[1]
- 611,657 Pa – Gleichgewichtsdampfdruck reinen Wassers am Tripelpunkt[2]

## Kilopascal – kPa
1 kPa = 103 Pa = 10−2 bar = 10 mbar
- 2,34 kPa – Sättigungsdampfdruck Wasser bei 20 °C
- 9,81 kPa = 1 mWS – Hydrostatischer Druck in einer Wassertiefe von einem Meter
- 13,3…17,4 kPa = 100…130 mmHg – systolischer arterieller Blutdruck eines gesunden Menschen unter Normalbedingungen
- 32,5 kPa = 325 mbar – Luftdruck auf dem Gipfel des Mount Everest
- 101,325 kPa = 1,01325 bar = 1 atm – Standard-Atmosphärendruck
- 200…400 kPa (2…4 bar) – Überdruck in Mountainbike- und Autoreifen
- 500…1400 kPa (5…14 bar) – Überdruck in Rennrad- und Lkw-Reifen

## Megapascal – MPa
1 MPa = 106 Pa = 10 bar
- 8…20 MPa – Zünddruck im Dieselmotor[3]
- 20…30 MPa – maximaler Druck in Pressluftflaschen von Atemschutzgeräten
- 30 MPa – Druck im Haber-Bosch-Verfahren
- 80 MPa – Druck in Hochdrucktanks für Wasserstoff in Kraftfahrzeugen
- 107 MPa – Druck am tiefsten Punkt des Marianengrabens

## Gigapascal – GPa
1 GPa = 109 Pa = 104 bar = 10 kbar
- 6 GPa - Druck bei der Synthese künstlicher Diamanten nach dem HTHP-Verfahren[4]
- 330 GPa – Druck im Erdkern an der Grenze zwischen innerem festen und flüssigen Kern[5]
- 770 GPa – höchster je im Labor erzeugter Druck (Stand: 2015)[6]

## Terapascal – TPa
1 TPa = 1012 Pa = 107 bar = 10 Mbar
- 10 TPa geschätzter Druck im Inneren von großen Gasplaneten wie Jupiter[7]

## Petapascal – PPa
1 PPa = 1015 Pa = 1010 bar = 10 Gbar
- 24,77 PPa – Druck im Kern der Sonne[8]

## Höhere Drücke
- 1,6·1033 – 5·1035 Pa (1600 – 500 000 QPa) – Druck im Inneren eines Neutronensterns.[9]

## Druckbereiche in der Vakuumtechnik
In der Vakuumtechnik unterscheidet man folgende Druckbereiche:
- Grobvakuum (GV): 30 000 … 100 Pa
- Feinvakuum (FV): 100 … 0,1 Pa
- Hochvakuum (HV): 0,1 Pa … 1 μPa
- Ultrahochvakuum (UHV): 1 μPa … 1 nPa
- Extrem hohes Vakuum (XHV): < 1 nPA

Für Details siehe: Vakuum → Eigenschaften -> Druckbereiche und Vakuum → Erzeugung.